# Scott Speedman

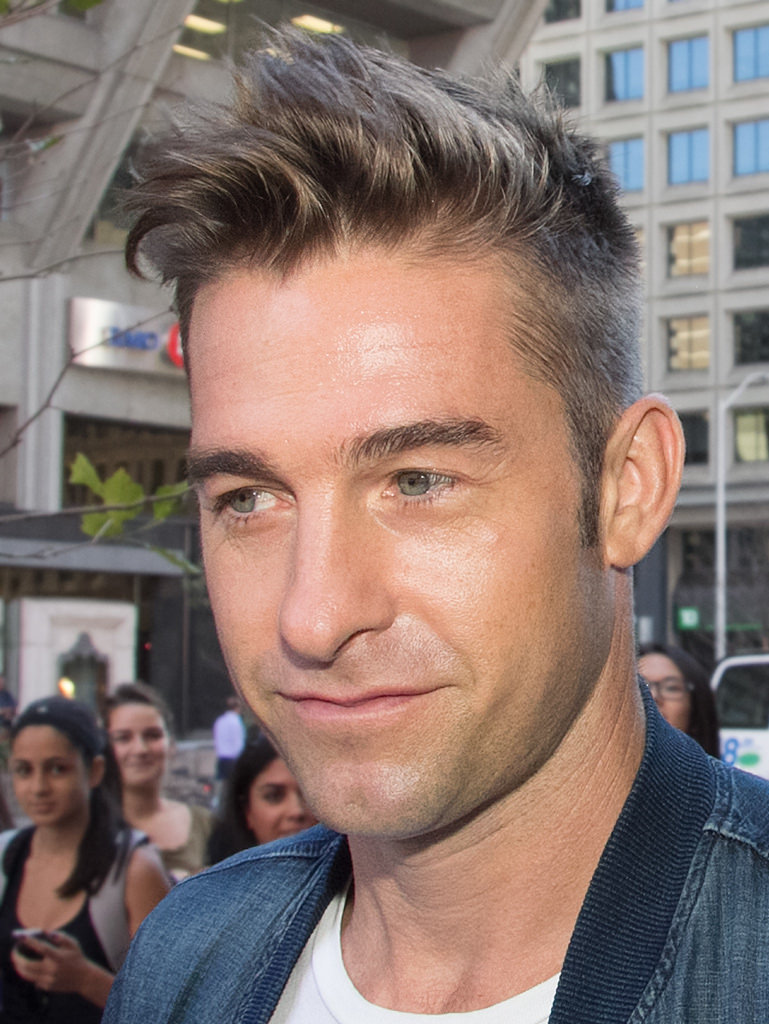
Scott Speedman beim Toronto International Film Festival 2014

Robert Scott Speedman (* 1. September 1975 in London, England) ist ein kanadischer Schauspieler und ehemaliger Profi-Schwimmer.

## Lebenslauf
Speedman wurde in London geboren und wuchs in Toronto, Kanada, auf. Er ist der Sohn der ehemaligen schottischen Mittelstreckenläuferin Mary Speedman (geb. Campbell) und selbst ein passionierter Freestyle-Schwimmer. Nach einem Unfall musste er seine Profi-Karriere jedoch aufgeben. Speedman besuchte die Earl Haig High School in Toronto und 1994–1996 die University of Toronto.
Er bewarb sich für die Rolle des Robin in Batman Forever, die aber an Chris O’Donnell ging. Speedman fiel jedoch einem Agenten auf, der ihn unter Vertrag nahm. 1995 spielte er im Fernsehfilm Net Worth mit und übernahm danach Gastrollen in den Fernsehserien, Kung Fu: The Legend Continues und Nancy Drew. Im folgenden Jahr spielte er für eine Folge in der Serie Goosebumps mit sowie dem Fernsehfilm Dan und Jane: Unser Traum besiegt die Angst. Ebenfalls 1996 übernahm er Rollen in Can I Get a Witness? und Giant Mine.
1997 stand er für die Produktionen von Ursa Major, Dead Silence – Flammen in der Stille und dem Drama Mord auf dem Campus vor der Kamera. Weitere Filme im selben Jahr waren Kitchen Party, für den der Regisseur und Drehbuchautor Gary Burns drei Preise auf Filmfestivals gewann, sowie der Fernsehfilm Stunden der Gewalt.
Im folgenden Jahr erschien der Fernsehfilm Rescuers: Stories of Courage: Two Couples, der unter anderem für den WGA Award in der Kategorie Episodic Drama nominiert war. Zwischen 1998 und 2002 spielte er in fünfundsiebzig Folgen in der Serie Felicity die Rolle des „Ben Covington“, für die er drei Mal für den Teen Choice Award nominiert war.
2000 folgte Traumpaare mit Gwyneth Paltrow, der in Deutschland im Mai 2001 erschien und später unter dem Titel Traumpaare – Über Nacht zum Star im Fernsehen ausgestrahlt wurde. Nach Ende der Serie Felicity im Jahr 2002 drehte Speedman den Actionthriller Dark Blue zusammen mit Kurt Russell, sowie 2003 das Drama Mein Leben ohne mich, das im Februar 2003 seine Premiere auf dem Berlin International Film Festival hatte. Für den Film erhielt er den „Golden Wave“ des Bordeaux International Festivals of Women in Cinema als bester Schauspieler.
Ebenfalls 2003 erschien der Fantasy/Horror-Actionfilm Underworld mit Kate Beckinsale und Bill Nighy. In dem Film übernahm er die Rolle des Michael Corvin, der unfreiwillig zwischen die Fronten von Vampiren und Werwölfen gerät und gegen Ende des Films zu einem Mischling (Hybrid) aus beiden Spezies wird. Speedman erhielt von der Academy of Science Fiction, Fantasy & Horror Films, USA den Preis in der Kategorie „Cinescape Genre Face of the Future Award“.
Im folgenden Jahr spielte er im Thriller The 24th Day mit und 2005 im zweiten Teil der xXx Filme xXx 2 – The Next Level zusammen mit Willem Dafoe und Ice Cube, der die Produktionskosten allerdings nicht wieder einspielen konnte.
In der Fortsetzung zu Underworld, Underworld: Evolution, der Anfang 2006 in die Kinos kam, übernahm Speedman erneut die Rolle des Michael Corvin. 2007 spielte er die Rolle des Dexter in der schwarzhumorigen Krimi-Komödie Weirdsville, dem 2008 der Thriller Anamorph – Die Kunst zu töten folgte, in dem er erneut zusammen mit Willem Dafoe zu sehen war. Im selben Jahr war er in dem Drama Simons Geheimnis zu sehen, einer mehrschichtigen Geschichte um Terrorismus, Fremdenhass und Familientragödien, des Regisseurs Atom Egoyan. Das Drama war bei den Internationalen Filmfestspielen von Cannes 2008 unter dem Originaltitel Adoration für die Goldene Palme nominiert.
Der Thriller The Strangers erschien ebenfalls 2008, in dem er gemeinsam mit Liv Tyler ein Paar spielt, das von drei Jugendlichen angegriffen wird. Der Film war für mehrere Filmpreise nominiert.
In "Für immer Liebe" von 2012 spielte er neben Leo (Channing Tatum) den Exfreund von Paige (Rachel McAdams), die bei einem Autounfall alle Erinnerungen verliert.

## Filmografie (Auswahl)
- 1995: Net Worth (Fernsehserie)
- 1995: Nancy Drew (Fernsehserie)
- 1996: Dan und Jane: Unser Traum besiegt die Angst (Ice Dreamer)
- 1996: Can I Get a Witness? (Kurzfilm)
- 1996: Giant Mine
- 1997: Ursa Major
- 1997: Dead Silence – Leise tickt die Uhr des Todes (Dead Silence)
- 1997: Mord auf dem Campus (What Happened to Bobby Earl?)
- 1997: Kitchen Party
- 1997: Stunden der Gewalt (Every 9 Seconds)
- 1998: Rescuers: Stories of Courage: Two Couples
- 1998: Felicity (Fernsehserie)
- 2000: Traumpaare
- 2002: Dark Blue
- 2003: Mein Leben ohne mich (My Life Without Me)
- 2003: Underworld
- 2004: The 24th Day
- 2005: xXx 2 – The Next Level
- 2006: Underworld: Evolution
- 2007: Weirdsville
- 2007: Anamorph – Die Kunst zu töten (Anamorph)
- 2008: Simons Geheimnis (Adoration)
- 2008: The Strangers
- 2010: Der letzte Ritt des Ransom Pride (The Last Rites of Ransom Pride)
- 2010: Good Neighbours
- 2010: Barney’s Version
- 2011: Gangsters (Edwin Boyd: Citizen Gangster)
- 2011: Die Sehnsucht der Falter (The Moth Diaries)
- 2012: Für immer Liebe (The Vow)
- 2012–2013: Last Resort (Fernsehserie)
- 2014: Barfuß ins Glück (Barefoot)
- 2014: The Captive
- 2014: Herbststurm (October Gale)
- 2016: The Monster
- 2016–2018, 2022: Animal Kingdom (Fernsehserie, 26 Episoden)
- 2018, seit 2021: Grey’s Anatomy (Fernsehserie)
- 2021: Best Sellers
- 2021: You – Du wirst mich lieben (You, Fernsehserie, 10 Folgen)
- 2022: Sharp Stick
- 2022: Crimes of the Future